# Піщане (Казахстан)
Піща́не (каз. Песчаное) — село у складі Теренкольського району Павлодарської області Казахстану. Адміністративний центр Піщанського сільського округу.
Населення — 2505 осіб (2021; 1586 у 2009, 3405 у 1999, 3000 у 1989).
Національний склад станом на 1989 рік:
- росіяни — 49 %;
- німці — 31 %.